# となりの芝生
『となりの芝生』（となりのしばふ）は、橋田壽賀子脚本による日本のテレビドラマのタイトルである。

## 概要
1976年1月から2月に、NHKの『銀河テレビ小説』で放送。核家族が進む中で嫁姑問題を正面から描いた「辛口ドラマ」で、全国から反響があり、一大論争を巻き起こした。第8回テレビ大賞優秀番組賞受賞。
本作が好評だったため、「となり3部作」として『となりと私』（1977年放送）、『幸せのとなり』（1979年放送）が放送された。

## あらすじ
高平知子はごく普通のサラリーマン家庭の専業主婦であった。夫は次男なので姑の苦労はなく、家は狭いながらも夫、娘、息子と4人で平穏に暮らしていた。しかし、郊外にマイホームを購入したところ、大阪の義兄一家の元で暮らしていた姑・志乃が突然転がり込んできた。知子と志乃は家事のやり方、子供たちの教育方針で何かにつけて対立するが、夫は知子を怒鳴るばかりでかばってはくれない。姑との軋轢や夫の態度に嫌気が差した知子は、友人の紹介で会員制高級サロンのマネージャーとして働き始めるが…。

## 登場人物

### 高平家
高平知子（たかひらともこ）
演 - 山本陽子（NHK版）、長山藍子（愛の劇場版）、瀬戸朝香（2009年版）
高平要（たかひらかなめ）
演 - 前田吟（NHK版・愛の劇場版）、大倉孝二（2009年版）
高平志乃（たかひらしの）
演 - 沢村貞子（NHK版）、赤木春恵（愛の劇場版）、泉ピン子（2009年版）
高平咲子（たかひらさきこ）
演 - 真屋順子（NHK版）、大森暁美（愛の劇場版）、横山めぐみ（2009年版）
高平花子（たかひらはなこ）
演 - 香山リカ（NHK版）、松尾瑠璃（2009年版）※愛の劇場版は吉村涼が高平万里役を演じていた。
高平太郎（たかひらたろう）
演 - 坂上忍（NHK版）、桑原崇（愛の劇場版）、今井悠貴（2009年版）

## NHK版（1976年）
NHKアーカイブスには、総集編のみ映像が現存している。
放送ライブラリーでは総集編が公開。

### キャスト
- 高平知子：山本陽子
- 高平 要（知子の夫）：前田吟
- 高平花子（知子の長女）：香山リカ
- 高平太郎（知子の長男）：坂上忍[4]
- 高平 透（知子の義兄）：波多野憲
- 高平咲子（透の妻）：真屋順子
- 秋野聡子（知子の妹）：望月真理子
- 秋野静子（知子の義姉）：大森暁美
- 時枝（知子の友人）：結城美栄子
- 殿村（時枝の上司）：名古屋章
- 秋野波江（知子の母）：赤木春恵
- 高平志乃（知子の義母）：沢村貞子

### スタッフ
- 脚本：橋田壽賀子[3]
- タイトル画：やなせたかし[3]
- 音楽：竹田由彦[3]
- 製作：伊神幹[3]
- 美術：賀喜寛[3]
- 技術：小田桐昇三[3]
- 効果：加藤宏[3]
- 演出：北嶋隆[3]、田中昭男、三井章

## TBS（1989年愛の劇場版）

### キャスト
- 高平知子：長山藍子
- 高平 要：前田吟
- 高平志乃：赤木春恵
- 高平万里：吉村涼
- 高平太郎：桑原崇
- 高平咲子：大森暁美
- 秋野波江：いまむらいづみ
- 秋野聡子：和気香子
- 秋野静子：水原英子
- 殿村：伊藤孝雄
- 崎田時枝：東てる美

### スタッフ
- 原作：橋田壽賀子「となりの芝生」・・・「花王愛の劇場」では、「ああわが家」というタイトルで放映（1989年1月4日〜3月3日放映)
- 脚本：石井君子
- プロデューサー：石井ふく子
- 演出：川俣公明ほか
- 製作：ストーンウェル

### 主題歌
- 『川の流れのように』

作詞 - 秋元康 / 作曲 - 見岳章 / 編曲 - 竜崎孝路 / 歌 - 美空ひばり

## TBS版（2009年）
2009年7月1日から9月16日までTBSとドリマックス・テレビジョンの共同制作により、TBS系列の水曜劇場枠に於いて『橋田壽賀子ドラマ となりの芝生』のタイトルで瀬戸朝香主演、泉ピン子共演でリメイクされた。初回は2時間スペシャル（21:00 - 22:48）を放送した。脚本はNHK版と同様、橋田が担当する。また、瀬戸は14年ぶりの民放の連続ドラマ主演となる。
キャッチコピーは『生みの親より夫の親?』。

### キャスト
- 高平知子：瀬戸朝香
- 高平 要：大倉孝二

- 秋野波江 : 茅島成美
- 崎田時枝 : 三浦理恵子

- 秋野聡子：渋谷飛鳥

- 秋野静子：水町レイコ
- 高平花子 : 松尾瑠璃

- 高平太郎 : 今井悠貴
- 高平 透：原田龍二

- 高平咲子：横山めぐみ
- 殿村洋平：大杉漣
- 高平志乃：泉ピン子

#### その他
- 川野 : 山下真司
- 花田あき：角替和枝
- 峯子：今村恵子
- 横井：長谷川哲夫
- 要の上司：田山涼成
- 芳枝：杉村暁
- 要の後輩：野村修一、鈴木裕樹、古澤蓮
- 知子の友人：鈴木美恵
- 勝江：大島蓉子
- 市子：岡本麗
- 医師：新井康弘
- 看護婦：越智静香
- 桑野マネージャー：崎山凛
- メンズクラブの会員：鶴田忍、山田明郷（塩野）、阿部六郎、児玉頼信、森富士夫、窪園純一

### スタッフ
- 原作・脚本・題字：橋田壽賀子
- テーマ音楽：門藤『ひだまり』
- 協力：緑山スタジオ・シティ、アックス、日音
- プロデューサー：荒井光明、遠藤正人
- 演出：荒井光明、山崎統司
- TBS編成担当：福士洋通
- 製作：ドリマックス・テレビジョン・TBS

### サブタイトル
| 各回                                           | 放送日        | サブタイトル                                 | 演出     | 視聴率 | 備考     |
| ---------------------------------------------- | ------------- | -------------------------------------------- | -------- | ------ | -------- |
| 第一回                                         | 2009年7月1日  | 不朽の名作が33年ぶりに完全復活… 甦る嫁姑対決 | 荒井光明 | 11.4%  | 54分拡大 |
| 第二回                                         | 2009年7月8日  |                                              | 山崎統司 | 9.8%   |          |
| 第三回                                         | 2009年7月15日 |                                              | 山崎統司 | 9.0%   |          |
| 第四回                                         | 2009年7月22日 |                                              | 荒井光明 | 10.2%  |          |
| 第五回                                         | 2009年7月29日 |                                              | 荒井光明 | 9.2%   |          |
| 第六回                                         | 2009年8月5日  |                                              | 山崎統司 | 9.8%   |          |
| 第七回                                         | 2009年8月12日 |                                              | 山崎統司 | 8.1%   |          |
| 第八回                                         | 2009年8月19日 |                                              | 荒井光明 | 8.5%   |          |
| 第九回                                         | 2009年8月27日 |                                              | 荒井光明 | 8.9%   |          |
| 第十回                                         | 2009年9月2日  | 傷ついた夫の反乱                             | 山崎統司 | 8.7%   |          |
| 第十一回                                       | 2009年9月9日  | 壊れた夫婦の行方                             | 荒井光明 | 9.5%   |          |
| 最終回                                         | 2009年9月16日 | 嫁と姑の決断                                 | 荒井光明 | 12.0%  |          |
| 平均視聴率9.7%（ビデオリサーチ調べ・関東地区） |               |                                              |          |        |          |

- 数字は関東地区ビデオリサーチ調べ。
- 『水曜劇場』第二期では、当作品の初回と第4回と最終回だけではあるが初めて2桁視聴率を出した。
- 平均は1桁だったものの、2桁近くを確保、前作「夫婦道」の平均を2ポイント以上上回った。
- 第2回以降、サブタイトルがなくなったが、第10回から再びサブタイトルが付くようになった。

### 備考
- テーマ音楽を担当する門藤の2人が鳥取県出身であることから、BSSでは通常の番宣CMとともに門藤の2人の紹介による番宣CM（15秒）も放映された。